# 中国人民政治协商会议全国委员会主席
中国人民政治协商会议全国委员会主席（简称政协全国委员会主席、全国政协主席）是中国人民政治协商会议全国委员会的重要组成人员之一。此职务的担任者属于正国级党和国家领导人，一直以来都由重要的高层领导人担任。
自第八届全国政协开始，主席一职由中共中央政治局常委担任，现任主席为王沪宁。
根据《政协章程》，全国政协主席由全国政协选出，是全国政协常务委员会及其主席会议的组成人员，负责主持和处理常委会的日常工作，同时全国政协副主席和秘书长协助主席工作。

## 历任主席
| 任次           | 肖像 | 姓名   | 所属政党   | 任期始於                               | 任期終於                              | 国家主席           |
| -------------- | ---- | ------ | ---------- | -------------------------------------- | ------------------------------------- | ------------------ |
| 1              |      | 毛泽东 | 中国共产党 | 1949年10月9日 名誉主席：1954年12月25日 | 1954年12月25日 名誉主席：1976年9月9日 | 自己               |
| 2              |      | 周恩来 | 中国共产党 | 1954年12月25日                         | 1976年1月8日                          | 毛泽东→刘少奇→不设 |
| 3              |      | 邓小平 | 中国共产党 | 1978年3月8日                           | 1983年6月22日                         | 不设               |
| 4              |      | 邓颖超 | 中国共产党 | 1983年6月22日                          | 1988年4月10日                         | 李先念             |
| 5              |      | 李先念 | 中国共产党 | 1988年4月10日                          | 1992年6月21日                         | 杨尚昆             |
| 6              |      | 李瑞环 | 中国共产党 | 1993年3月27日                          | 2003年3月14日                         | 江泽民             |
| 7              |      | 贾庆林 | 中国共产党 | 2003年3月14日                          | 2013年3月11日                         | 胡锦涛             |
| 8              |      | 俞正声 | 中国共产党 | 2013年3月11日                          | 2018年3月14日                         | 习近平             |
| 9              |      | 汪洋   | 中国共产党 | 2018年3月14日                          | 2023年3月10日                         | 习近平             |
| 10             |      | 王沪宁 | 中国共产党 | 2023年3月10日                          | 现任                                  | 习近平             |
| 1. 2. 3. 4. 5. |      |        |            |                                        |                                       |                    |

## 在世的前任主席
截至2025年8月，歷任全国政协主席中有4位在世：
| 姓名   | 任期                         | 出生日期和年齡 |
| ------ | ---------------------------- | -------------- |
| 李瑞环 | 1993年3月27日－2003年3月14日 | 1934年9月17日  |
| 贾庆林 | 2003年3月14日－2013年3月11日 | 1940年3月8日   |
| 俞正声 | 2013年3月11日－2018年3月14日 | 1945年4月5日   |
| 汪洋   | 2018年3月14日－2023年3月10日 | 1955年3月5日   |

最近一位去世的前任主席是邓小平，于1997年2月19日去世，享年92岁。